# Jimmy Adam
Jimmy Adam, all'anagrafe James Adam (Blantyre, 13 maggio 1931 – Melbourne, 26 settembre 2008) è stato un calciatore scozzese, di ruolo centrocampista.

## Caratteristiche tecniche
Era un'ala sinistra.

## Carriera
Esordisce tra i professionisti all'età di 19 anni, giocando una partita nella terza divisione inglese con la maglia dell'Aldershot Town nella stagione 1950-1951; nel 1953, dopo due stagioni trascorse con i semiprofessionisti dello Spennymoor Utd, si accasa al Luton Town, club della seconda divisione inglese. Qui tra il 1953 ed il 1955 totalizza complessivamente 28 presenze e 9 reti in partite di campionato, contribuendo anche alla prima promozione in prima divisione nella storia del club, arrivata al termine della stagione 1954-1955. L'anno seguente esordisce quindi in prima divisione, mettendovi a segno 5 reti in 30 presenze; continua a giocare in tale categoria anche nelle stagioni 1956-1957 (una rete in 18 presenze), 1957-1958 (3 reti in 32 presenze) e 1958-1959 (4 reti in 29 presenze), terminata la quale si trasferisce all'Aston Villa, club appena retrocesso in seconda divisione, con cui nella stagione 1959-1960 contribuisce alla vittoria del campionato con 3 reti in 21 presenze, alle quali aggiunge 3 presenze in prima divisione nella stagione successiva. Nell'estate del 1961 si trasferisce invece allo Stoke City, con cui nel corso della stagione 1961-1962 mette a segno 7 reti in 22 partite di campionato. Fa poi ritorno in Scozia, al Falkirk: dopo 4 reti in 22 presenze totali nell'arco di due stagioni, va infine a giocare per un breve periodo in Australia al South Melbourne, nella prima divisione locale.

## Palmarès

### Club

#### Competizioni nazionali
- Campionato inglese di seconda divisione: 1

Aston Villa: 1959-1960